# سنجیانو
سنجیانو (به ایتالیایی: Sangiano) یک کومونه در ایتالیا است که در استان وارزه واقع شده‌است.

## خصوصیات
سنجیانو ۲٫۲ کیلومترمربع مساحت و ۱٬۳۴۵ نفر جمعیت دارد.